# Saint-Julien-d'Asse
Pour les articles homonymes, voir Saint-Julien.
Saint-Julien-d'Asse est une commune française, située dans le département des Alpes-de-Haute-Provence en région Provence-Alpes-Côte d'Azur.
Le nom de ses habitants est Saint-Juliennais.

## Géographie

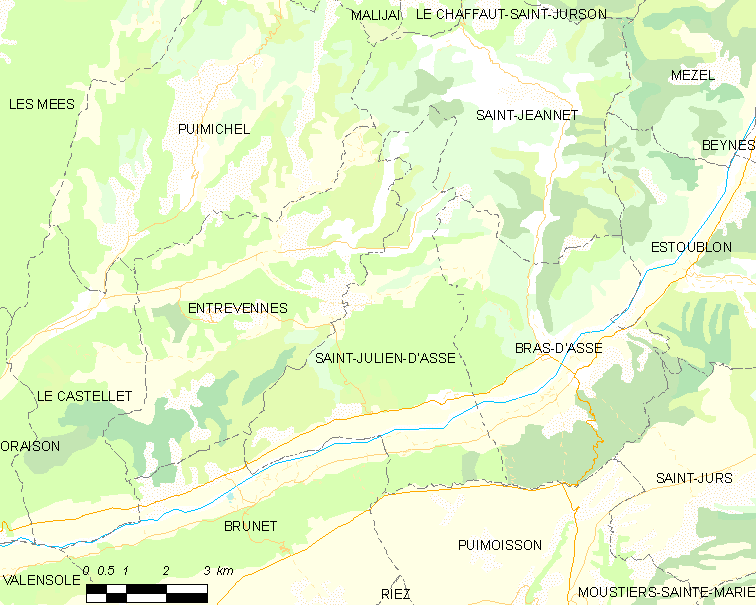
Saint-Julien-d’Asse et les communes voisines (Cliquez sur la carte pour accéder à une grande carte avec la légende).

La commune est traversée par l’Asse. Le village est situé à 480 m d’altitude, tout en étant étagé sur la pente.

### Environnement
La commune compte 1 090 ha de bois et forêts, soit 42 % de sa superficie.

### Risques majeurs
Aucune des 200 communes du département n'est en zone de risque sismique nul. Le canton de Mézel auquel appartient Saint-Julien-d’Asse est en zone 1b (sismicité faible) selon la classification déterministe de 1991, basée sur les séismes historiques, et en zone 3 (risque modéré) selon la classification probabiliste EC8 de 2011. La commune de Saint-Julien-d’Asse est également exposée à trois autres risques naturels :
- feu de forêt,
- inondation (dans la vallée de la Asse),
- mouvement de terrain : la commune est presque entièrement concernée par un aléa moyen à fort[4].

La commune de Saint-Julien-d’Asse n’est exposée à aucun des risques d’origine technologique recensés par la préfecture ; aucun plan de prévention des risques naturels prévisibles (PPR) n’existe pour la commune et le Dicrim n’existe pas non plus.
La commune a été l’objet de deux arrêtés de catastrophe naturelle pour les inondations, coulées de boue et glissements de terrain de 1994.

### Toponymie
Le nom du village apparaît pour la première fois en 1096 (ecclesia Sant Juliani), est nommé d’après saint Julianus, sous une de ses formes occitanes (Julia ou Jolia), qui a été francisée par la suite en Julien.

### Climat
Pour des articles plus généraux, voir Climat de Provence-Alpes-Côte d'Azur et Climat des Alpes-de-Haute-Provence.
En 2010, le climat de la commune est de type climat méditerranéen altéré, selon une étude du Centre national de la recherche scientifique s'appuyant sur une série de données couvrant la période 1971-2000. En 2020, Météo-France publie une typologie des climats de la France métropolitaine dans laquelle la commune est exposée à un climat de montagne ou de marges de montagne et est dans la région climatique Alpes du sud, caractérisée par une pluviométrie annuelle de 850 à 1 000 mm, minimale en été.
Pour la période 1971-2000, la température annuelle moyenne est de 12 °C, avec une amplitude thermique annuelle de 17,2 °C. Le cumul annuel moyen de précipitations est de 798 mm, avec 6,2 jours de précipitations en janvier et 4 jours en juillet. Pour la période 1991-2020, la température moyenne annuelle observée sur la station météorologique de Météo-France la plus proche, « St Jurs », sur la commune de Saint-Jurs à 9 km à vol d'oiseau, est de 12,6 °C et le cumul annuel moyen de précipitations est de 828,9 mm. 
La température maximale relevée sur cette station est de 38 °C, atteinte le 28 juin 2019 ; la température minimale est de −16,5 °C, atteinte le 13 février 2010,,.
Les paramètres climatiques de la commune ont été estimés pour le milieu du siècle (2041-2070) selon différents scénarios d'émission de gaz à effet de serre à partir des nouvelles projections climatiques de référence DRIAS-2020. Ils sont consultables sur un site dédié publié par Météo-France en novembre 2022.

## Urbanisme

### Typologie
Au 1er janvier 2024, Saint-Julien-d'Asse est catégorisée commune rurale à habitat dispersé, selon la nouvelle grille communale de densité à 7 niveaux définie par l'Insee en 2022.
Elle est située hors unité urbaine. Par ailleurs la commune fait partie de l'aire d'attraction de Manosque, dont elle est une commune de la couronne,. Cette aire, qui regroupe 30 communes, est catégorisée dans les aires de 50 000 à moins de 200 000 habitants,.

### Occupation des sols
L'occupation des sols de la commune, telle qu'elle ressort de la base de données européenne d’occupation biophysique des sols Corine Land Cover (CLC), est marquée par l'importance des forêts et milieux semi-naturels (70,7 % en 2018), une proportion sensiblement équivalente à celle de 1990 (70,9 %). La répartition détaillée en 2018 est la suivante : 
forêts (51,9 %), terres arables (21,6 %), milieux à végétation arbustive et/ou herbacée (16,8 %), zones agricoles hétérogènes (6,5 %), espaces ouverts, sans ou avec peu de végétation (2 %), zones urbanisées (1,2 %).
L'évolution de l’occupation des sols de la commune et de ses infrastructures peut être observée sur les différentes représentations cartographiques du territoire : la carte de Cassini (XVIIIe siècle), la carte d'état-major (1820-1866) et les cartes ou photos aériennes de l'IGN pour la période actuelle (1950 à aujourd'hui).

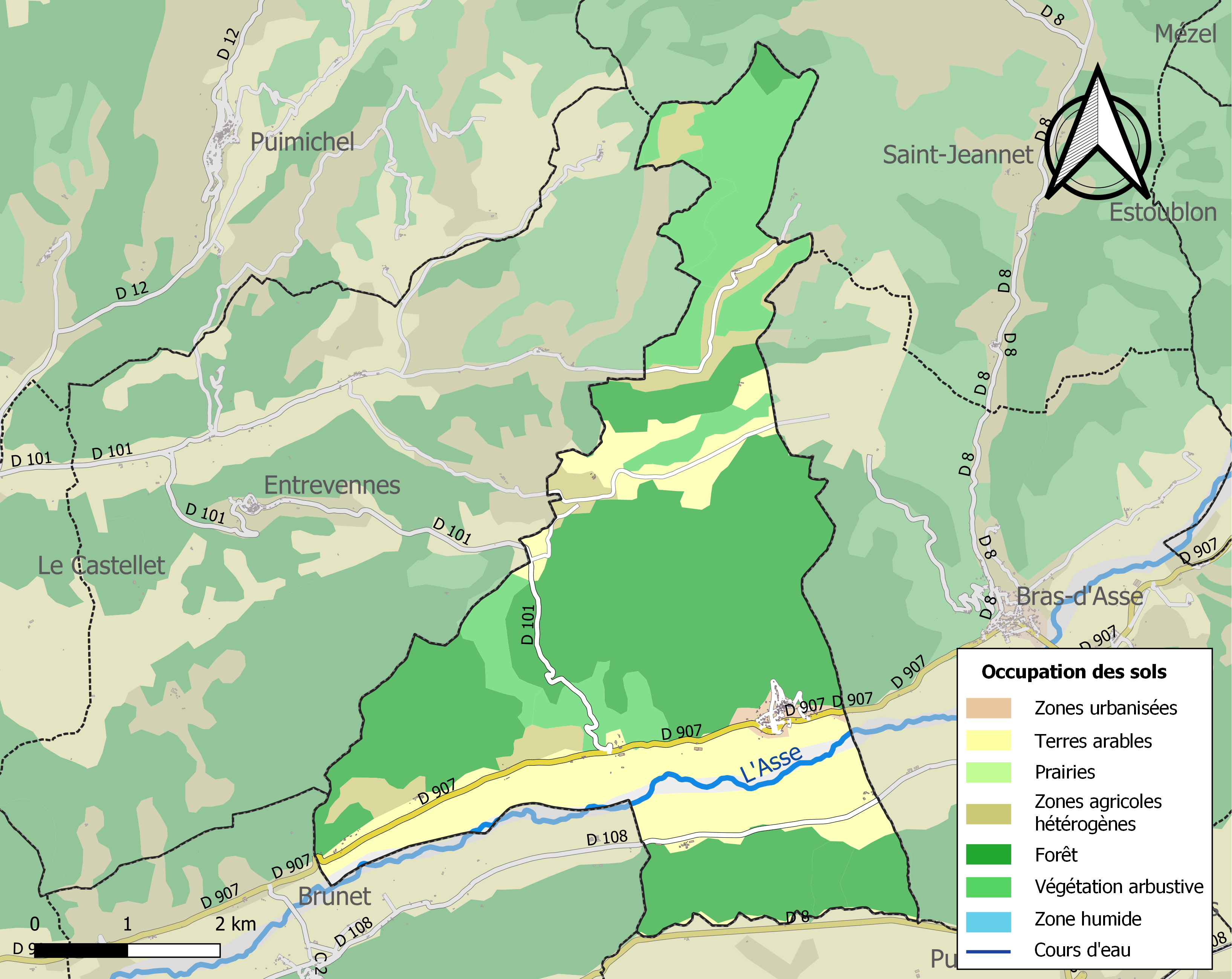
Carte de l'occupation des sols de la commune en 2018 (CLC).

## Économie

### Agriculture
La culture de l’olivier est pratiquée dans la commune depuis des siècles, tout en étant limitée à des surfaces restreintes. Le terroir de la commune se situe en effet à la limite altitudinale de l’arbre, qui ne peut que difficilement être exploité au-delà des 650 mètres. Après une période de régression, l’oliveraie communale compte moins de 1000 pieds.

## Histoire
La localité apparaît pour la première fois dans les chartes en 1096 (ecclesia sancti Juliani), lorsque Augier, évêque de Riez, donne l’église paroissiale de Saint-Julien à l’abbaye de Montmajour, qui possédait déjà le prieuré de Saint-Pierre-de-Viletta. C’est elle qui fournit le prieur chargé du culte dans la paroisse, et qui perçoit les revenus attachés à l’église. La communauté relevait de la baillie de Digne. Les comtes de Provence étaient seigneurs du lieu jusqu’en 1241, puis font don du fief à l’évêque de Riez (qui perçoit entre autres redevances l’albergue).
Durant la Révolution, la commune compte une société patriotique, créée après la fin de 1792. Pour suivre le décret de la Convention du 25 vendémiaire an II invitant les communes ayant des noms pouvant rappeler les souvenirs de la royauté, de la féodalité ou des superstitions, à les remplacer par d'autres dénominations, la commune change de nom pour Julien-sur-Asse.
Le coup d'État du 2 décembre 1851 commis par Louis-Napoléon Bonaparte contre la Deuxième République provoque un soulèvement armé dans les Basses-Alpes, en défense de la Constitution. Après l’échec de l’insurrection, une sévère répression poursuit ceux qui se sont levés pour défendre la République : 3 habitants de Saint-Julien-d’Asse sont traduits devant la commission mixte.
Jusqu’au milieu du XXe siècle, la vigne était cultivée à Saint-Julien-d’Asse. Le vin produit était destiné à l’autoconsommation. Cette culture est aujourd’hui abandonnée.

## Héraldique
| Blason de Saint-Julien-d'Asse | Blason  | D'azur à un bourg d'argent essoré de sable bâti sur le bord d'une rivière d'argent et surmonté des deux lettres S et J rangées en chef et séparées par un pont, tous d'or. |
| Blason de Saint-Julien-d'Asse | Détails | Le statut officiel du blason reste à déterminer. |

## Politique et administration

### Liste des maires
| Période                                  | Période                       | Identité         | Étiquette    | Qualité |
| ---------------------------------------- | ----------------------------- | ---------------- | ------------ | ------- |
| mai 1945                                 |                               | Jules Roux       |              |         |
|                                          |                               |                  |              |         |
| 1977 (?)                                 | En cours (au 21 octobre 2014) | Danièle Aillaud, | RPR puis DVD |         |
| Les données manquantes sont à compléter. |                               |                  |              |         |

### Intercommunalité
Saint-Julien-d'Asse a fait partie, de 2005 à 2012, de la communauté de communes de l'Asse et de ses Affluents, puis de 2013 à 2016 de la communauté de communes Asse Bléone Verdon. Cette dernière a fusionné avec d'autres communautés de communes pour constituer la communauté d'agglomération Provence-Alpes Agglomération, existant depuis le 1er janvier 2017.

## Démographie
L'évolution du nombre d'habitants est connue à travers les recensements de la population effectués dans la commune depuis 1765. Pour les communes de moins de 10 000 habitants, une enquête de recensement portant sur toute la population est réalisée tous les cinq ans, les populations de référence des années intermédiaires étant quant à elles estimées par interpolation ou extrapolation. Pour la commune, le premier recensement exhaustif entrant dans le cadre du nouveau dispositif a été réalisé en 2007.

En 2022, la commune comptait 226 habitants, en évolution de +10,78 % par rapport à 2016 (Alpes-de-Haute-Provence : +2,84 %, France hors Mayotte : +2,11 %).
| 1765 | 1793 | 1800 | 1806 | 1821 | 1831 | 1836 | 1841 | 1846 |
| ---- | ---- | ---- | ---- | ---- | ---- | ---- | ---- | ---- |
| 290  | 264  | 266  | 243  | 321  | 280  | 354  | 333  | 356  |

| 1851 | 1856 | 1861 | 1866 | 1872 | 1876 | 1881 | 1886 | 1891 |
| ---- | ---- | ---- | ---- | ---- | ---- | ---- | ---- | ---- |
| 330  | 327  | 297  | 300  | 271  | 267  | 248  | 229  | 219  |

| 1896 | 1901 | 1906 | 1911 | 1921 | 1926 | 1931 | 1936 | 1946 |
| ---- | ---- | ---- | ---- | ---- | ---- | ---- | ---- | ---- |
| 226  | 213  | 213  | 180  | 158  | 136  | 114  | 126  | 127  |

| 1954 | 1962 | 1968 | 1975 | 1982 | 1990 | 1999 | 2006 | 2007 |
| ---- | ---- | ---- | ---- | ---- | ---- | ---- | ---- | ---- |
| 118  | 86   | 69   | 68   | 76   | 114  | 124  | 149  | 153  |

| 2012 | 2017 | 2022 | - | - | - | - | - | - |
| ---- | ---- | ---- | - | - | - | - | - | - |
| 186  | 212  | 226  | - | - | - | - | - | - |

| 1315    | 1471    |
| ------- | ------- |
| 64 feux | 44 feux |

L’histoire démographique de Saint-Julien-d’Asse, après la saignée des XIVe et XVe siècles et le long mouvement de croissance jusqu’au début du XIXe siècle, est marquée par une période d’« étale » où la population reste relativement stable à un niveau élevé. Cette période dure de 1836 à 1866. L’exode rural provoque ensuite un mouvement de recul démographique de longue durée. En 1921, la commune a perdu plus de la moitié de sa population par rapport au maximum historique de 1846. Le mouvement de baisse se poursuit jusqu’aux années 1970. Depuis, la population a doublé, mais en restant en dessous du seuil de 50 % du maximum historique.

## Lieux et monuments

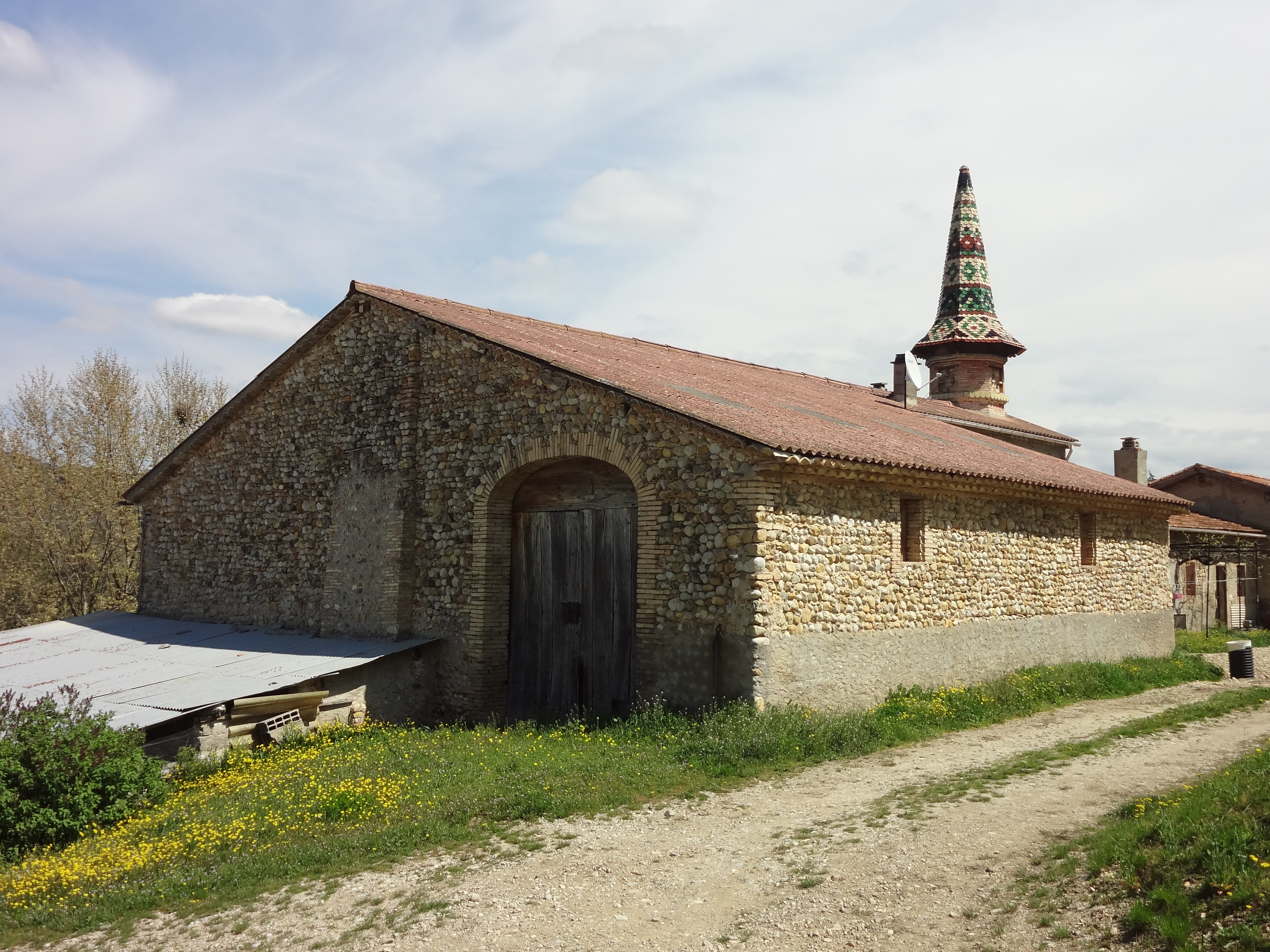
Chapelle à clocheton couvert de tuiles vernissées.

L’église paroissiale Saint-Julien date des XIVe et XVe siècles. Les deux travées de la nef, dont une est sous croisée d'ogives, datent du XVIe siècle ; le chœur à chevet plat est lui aussi sous croisée d’ogives, dont la clef est orné d’un agneau pascal sculpté. Très importants remaniements au XXe siècle.
Le mobilier de l’église contient une croix de procession en argent, datant des environs de 1500, et classée monument historique au titre objet.